# Bataille de Castlebar
Rébellion irlandaise
Batailles
- Ballymore-Eustace
- Naas
- Prosperous
- Kilcullen
- Carlow
- Harrow
- Tara Hill
- Oulart Hill
- Enniscorthy
- Newtownmountkennedy
- Three Rocks
- Bunclody
- Tuberneering
- New Ross
- Antrim
- Arklow
- Saintfield
- Ballynahinch
- Duncairn
- Ovidstown
- Foulksmills
- Vinegar Hill
- Ballyellis

- 1er Killala
- Ballina
- Castlebar
- Collooney
- Ballinamuck
- 2e Killala
- Île de Toraigh

La bataille de Castlebar s’est déroulée le 27 août 1798 pendant la Rébellion irlandaise de 1798 où une force combinée de 2 000 Français et rebelles irlandais l’emportèrent sur une force de 6 000 Britanniques. Elle faisait suite au débarquement français de l'expédition d'Irlande de 1798.
La bataille fut plus tard surnommée la « course de Castlebar » pour se moquer de la vitesse et la distance que les Anglais parcoururent dans leur fuite.

## Le débarquement
Les renforts français, attendus depuis longtemps pour aider la rébellion irlandaise arrivèrent le 22 août. Environ 1 100 soldats sous les ordres du général Humbert débarquèrent dans le comté de Mayo. Bien que les forces aient été peu nombreuses, le site isolé avait permis un débarquement sans grande opposition, loin des dizaines de milliers de soldats britanniques concentrés dans l’Est dans Leinster, occupés dans des opérations contre les poches de résistance des rebelles. La ville voisine de Killala fut rapidement occupée après une brève résistance par des petits propriétaires locaux. Ballina fut prise à son tour deux jours plus tard, après la déroute d’une force de cavalerie envoyée par la ville pour s’opposer aux républicains. Les volontaires irlandais se joignirent progressivement aux Français surtout après la victoire à Ballina.
Le Lord lieutenant d'Irlande Cornwallis, demanda d’urgence des renforts d’Angleterre mais toutes les forces disponibles ont été concentrées à Castlebar sous le commandement du général Lake, le vainqueur de la bataille de Vinegar Hill. Les forces britanniques de Castlebar comprenaient 6 000 soldats, une douzaine de pièces d’artillerie et disposaient d’un important approvisionnement.

## Les préparatifs
Laissant environ 200 soldats à Killala pour couvrir ses arrières, Humbert prit la tête d’une force combinée d’environ 2 000 Français et Irlandais et marcha le 26 août sur Castlebar. Devinant sans difficulté son objectif, les Anglais s’y fortifièrent, forts de leur avantage numérique et de leur artillerie pour repousser une attaque frontale à partir de la route de Ballina. Cependant, les rebelles irlandais, connaissant bien le terrain, conseillèrent aux Français d’utiliser un autre itinéraire pour se rendre à Castlebar, en passant à l’ouest, par les rives du lac Lough Conn que les Britanniques croyaient infranchissable pour une armée moderne équipée d'artillerie. Quand les avant-postes repérèrent l’ennemi en approche, les Anglais, surpris, durent à la hâte déplacer leur artillerie.

## L’attaque
Celle-ci était à peine redéployée quand l’armée franco-irlandaise apparut à proximité de la ville, à environ 6 h du matin. Les Britanniques ouvrirent le feu. Les Français cependant identifièrent rapidement un défilé offrant une certaine protection, qui faisait face au centre de la ligne d’artillerie. Les grenadiers français et irlandais de l'adjudant général Jean Sarrazin firent face aux canons anglais au centre du dispositif.
L'adjudant général François-Xavier Octavie Fontaine et le capitaine Louis de Crestou, à la tête de 43 hommes du 3e régiment de chasseurs à cheval, prirent à revers les Anglais sur leur flanc gauche, firent mettre bas les armes à un régiment, lui enlevèrent quatre pièces de canon et mirent les canonniers en fuite. La panique gagna alors les rangs britanniques, qui furent mis en déroute.
Quelques soldats des milices de Longford et de Kilkenny coururent pour rejoindre les rebelles et prendre part à la lutte contre leurs anciens alliés. Une unité de cavalerie et l’infanterie régulière britannique essayèrent bien de tenir tête, mais furent rapidement submergées.

## La «course de Castlebar»
Dans la déroute des soldats britanniques, des quantités importantes de fusils et d’équipements furent abandonnés, parmi lesquels les bagages personnels du général Lake. Bien que n’étant plus poursuivis un mille ou deux au-delà de Castlebar, les Anglais ne s’arrêtèrent pas avant d’atteindre Tuam, quelques unités se sauvèrent jusqu’à Athlone. La panique était telle que seule l’arrivée de Cornwallis à Athlone stoppa la fuite devant le Shannon. La ballade, Races of Castlebar, raconte l'épopée des cavaliers français dans les rues de la ville.
Bien que réalisant une victoire spectaculaire, les pertes des Français et des Irlandais furent élevées, environ 150 hommes, tués pour la plupart lors de la canonnade au début de la bataille. Les Anglais ont souffert de plus de 350 pertes dont environ 80 morts et peut-être 150 qui se joignirent aux rebelles. Après la victoire, les milliers de volontaires se sont assemblés pour rejoindre les Français qui ont également envoyé une demande de renforts en France et ont formellement déclaré la république de Connaught.

## Jeux
Un jeu de guerre Irlande 1798 est paru en 2009 dans Vae Victis numéro 86 et développe la stratégie des soldats du général Humbert.

## Sources
1. 1 2  Chaignieau 1818, p. 367.
2. 1 2 3  Marmion 1855, p. 435.
3. ↑  Gordon 1813, p. 285.
4. ↑  Irlande 1798.